# Retrogradazione (geologia)
La retrogradazione è una modalità di deposizione dei sedimenti, che si realizza quando in tempi successivi si depongono corpi sedimentari parzialmente sovrapposti in posizione sempre più vicina rispetto alla sorgente dei sedimenti stessi.

## Tipologia

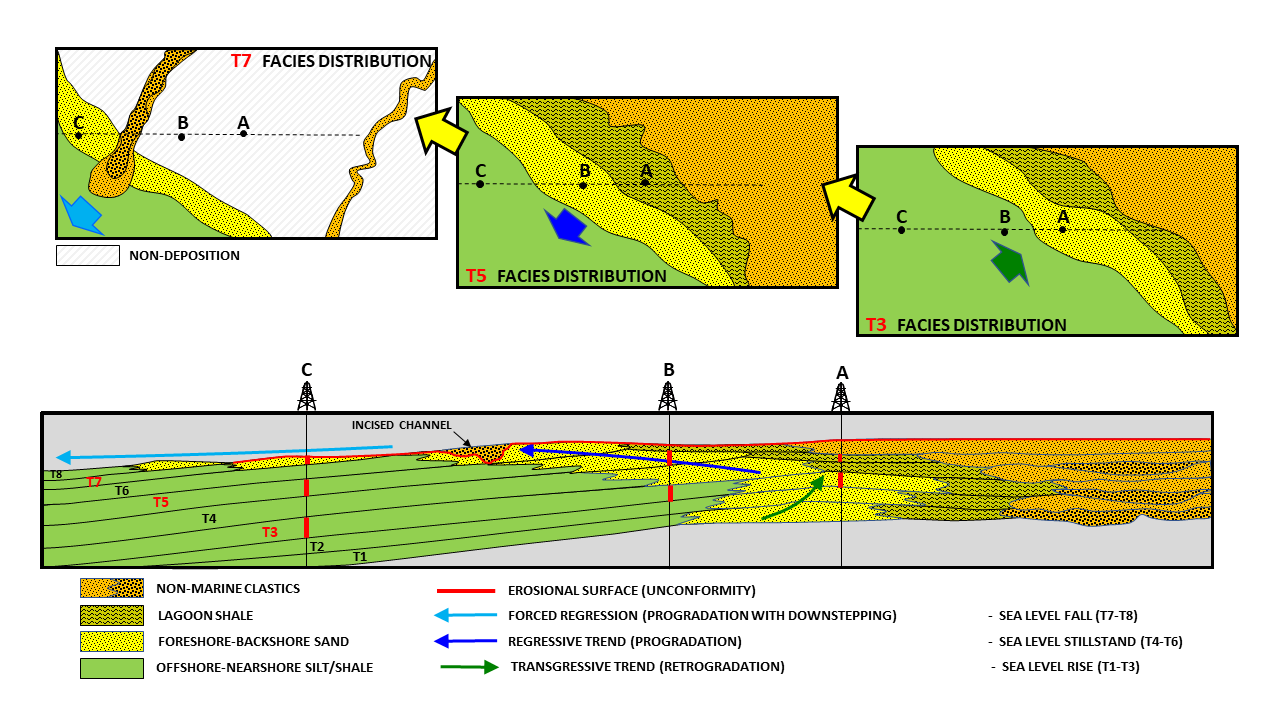
Schema generale (non in scala) che illustra la migrazione delle facies deposizionali in fasi trasgressive e regressive del livello del mare entro una sequenza stratigrafica di sottosuolo ideale. Sono rappresentate le mappe di facies relative alle unità deposizionali corrispondenti ai tempi T3 e T5. Al tempo T3 abbiamo il massimo della trasgressione marina, le facies marine costiere nella posizione più interna verso il continente. Abbiamo quindi un pattern di retrogradazione. Successivamente (T4-T8) siamo in una fase regressiva in cui le facies di spiaggia (e la linea di costa) si spostano progradando verso mare.

Esempi di retrogradazione si possono trovare in diversi tipi di ambienti sedimentari:
- in ambiente litorale, quando il livello del mare subisce un incremento relativo e tende a sommergere la fascia costiera: in questo caso le facies di spiaggia ad alta energia si spostano in posizione più interna verso il continente e sopra i sedimenti di spiaggia precedenti si depongono sedimenti più fini di piattaforma continentale;
- in ambiente deltizio (sia marino che lacustre), quando, per un incremento relativo del livello dell'acqua nel bacino, l'edificio deltizio viene sommerso e le facies di delta si spostano verso continente; anche qui troviamo quindi facies marine di bassa energia sopra le facies di fronte e di piana deltizia;
- in ambiente alluvionale, quando ad esempio sedimenti fini di piana alluvionale tendono a ricoprire una conoide.
- in ambiente di piattaforma carbonatica e scogliera biocostruita, quando la produttività carbonatica della comunità biologica non è sufficiente a compensare un innalzamento relativo del livello marino (o per ragioni di crisi ecologica o per elevata velocità di innalzamento del livello stesso), e si ha quindi un "annegamento" del margine esterno della piattaforma stessa;
- in ambiente di mare profondo, quando sedimenti fini di piana abissale tendono a ricoprire in modo generalizzato sedimenti torbiditici[1].

## Genesi
La conseguenza comune di quasi tutti questi processi è che sedimenti depostisi in condizioni di bassa energia vanno a ricoprire sedimenti indicativi di elevata energia del mezzo. Quindi, in una sezione stratigrafica verticale, alla base troveremo sedimenti relativamente più grossolani e procedendo verso l'alto sedimenti più fini (tendenza finining upward). La transizione tra i due tipi di sedimenti potrà essere più o meno graduale o anche brusca a seconda del tipo di ambiente e delle condizioni locali. In molti casi (sedimenti deltizi e costieri, sedimenti di piattaforma carbonatica) questa tendenza esprime anche il passaggio da condizioni di mare relativamente basso (entro la zona influenzata dall'azione di onde e correnti) a condizioni di mare più profondo (al di sotto dello spessore d'acqua influenzato da onde e correnti). Si parla allora, secondo la terminologia anglosassone, anche di tendenza deepening upward. Nei casi citati, la progradazione corrisponde ad un evento di trasgressione marina, nel quale si ha uno spostamento della fascia costiera verso terra.
La dinamica retrogradazionale è determinata da due fattori:
- a. Spazio di accomodamento (accomodation space): è il volume di spazio disponibile per i sedimenti, sostanzialmente lo spazio tra il livello del mare (o comunque dell'acqua entro il bacino) e il fondale;
- s. Apporto di sedimenti (sediment supply): è il volume di sedimenti che vengono scaricati entro il bacino ricevente.

Se a > s si determina uno spazio che non viene colmato dai sedimenti. Questo può avvenire sia per un incremento del livello dell'acqua nel bacino o per un aumento della subsidenza, sia per una diminuzione della disponibilità di sedimento. In ogni caso, l'effetto è la sommersione di aree costiere e la migrazione delle facies litorali verso terra. In questo caso si avrà retrogradazione del sistema deposizionale. Un pattern di retrogradazione registrato nel record sedimentario corrisponde ad una trasgressione marina.

L'opposto della retrogradazione in tutti i suoi aspetti si dice progradazione: in questo caso sedimenti di bassa energia vengono ricoperti da altri sedimenti di alta energia, più grossolani (tendenza coarsening upward). Ove ciò si realizzi con una diminuzione della profondità d'acqua, si ha anche una tendenza shallowing upward (riduzione di profondità verso l'alto). Un pattern di progradazione registrato nei sedimenti corrisponde generalmente ad un evento di regressione marina.